# Neuvy-Deux-Clochers
Neuvy-Deux-Clochers è un comune francese di 316 abitanti situato nel dipartimento del Cher, nella regione del Centro-Valle della Loira.

## Società

### Evoluzione demografica
Abitanti censiti